# Истодовые
Исто́довые (лат. Polygaláceae) — семейство двудольных растений порядка бобовоцветных, включающее в соответствии с системой классификации APG IV по состоянию на декабрь 2023 года 29 родов и 1 333 видов растений.

## Ботаническое описание
Однолетние или чаще многолетние травы, полукустарники или кустарники, иногда вьющиеся, а именно тропические виды.
Стебли ветвистые, покрытые очередными простыми и большей частью цельнокрайными листьями, без прилистников; только у немногих видов листья супротивные или мутовчатые.
Цветки снабжены всегда прицветниками и собраны в колосья, головки или кисти, появляющиеся на верхушке ветвей. У немногих цветки одиночные, находящиеся в пазухе листьев (у рода Muraltia). Цветок обоеполый и двусиммеричный; околоцветник двойной: чашечка о 5 свободных чашелистиках, из которых два внутренних крупнее остальных; они к тому же лепестковидные, сдвинуты на бока и называются крыльями; венчик о трёх лепестках; передний лепесток крупнее двух остальных; он имеет вид лодочки, а потому и называется лодочкой (carina); он часто бывает двух-трёхлопастным, а на верхушке бахромчатым; два задних лепестка часто двулопастные, у основания сросшиеся с лодочкой. У рода Xanthophyllum, в виде исключения, развиваются и два боковых лепестка, следовательно, венчик у этого рода пятилепестковый. Тычинок 8; располагаются они по 4 справа и слева от плоскости симметрии, взаимно срастаются своими нитями, или во всю длину, или на большую часть её, в трубочку, открытую кзади; трубочка эта прирастает к килю; изредка тычинок бывает 7 (у видов Muraltia), или 5 (у Trigoniastrum), или 4-5 (у Salomonia); y p. Xanthophyllum все тычинки свободные и только своим основанием прирастают к венчику. Пыльники вскрываются дырочками на верхушке. Пестик один, состоящий из двух сросшихся плодолистиков, расположенных в плоскости симметрии; завязь верхняя, двугнёздая (только у Xanthophyllum одногнёздая, а у Trigoniastrum трёхгнёздая); в каждом гнезде до одной висячей семяпочке; столбик большей частью очень короткий, на верхушке двурасщеплённый.
Плод у одних — сплющенная коробочка, вскрывающаяся по створкам, у других — орех.
Семя — с волосистой кожурой и разнообразным присемянником; белок (endospermum) у одних развит, у других же нет; зародыш прямой, с небольшим вверх направленным корешком.

## Классификация

### Таксономия
- Polygalaceae Hoffmanns. & Link, 1809, Fl. Portug. 1: 62

Семейство Истодовые относится к порядку Бобовоцветные (Fabales), который последовательно включается в клады Фабиды → Розиды → Суперрозиды → Эвдикоты → Цветковые растения. Таксономическая схема в соответствии с Системой APG IV по состоянию на декабрь 2023 года:
|  |                          |  |                                   |                       |                     |  | еще 3 семейства |          |  |            |
|  |                          |  |                                   |                       |                     |  |                 |          |  |            |
|  |                          |  |                                   | порядок Бобовоцветные |                     |  |                 |          |  |            |
|  |                          |  |                                   |                       |                     |  |                 |          |  | 1 333 вида |
|  | клада Цветковые растения |  |                                   |                       | семейство Истодовые |  |                 | 29 родов |  |            |
|  | клада Цветковые растения |  |                                   |                       |                     |  |                 | 29 родов |  |            |
|  |                          |  | ещё 63 порядка цветковых растений |                       |                     |  |                 |          |  |            |
|  |                          |  |                                   |                       |                     |  |                 |          |  |            |

### Роды
- Acanthocladus  Klotzsch ex Hassk.
- Ancylotropis  B.Eriksen
- Asemeia  Raf.
- Atroxima  Stapf
- Badiera  DC.
- Barnhartia  Gleason
- Bredemeyera  Willd.
- Caamembeca  J.F.B.Pastore
- Carpolobia  G.Don
- Comesperma  Labill.
- Diclidanthera  Mart.
- Epirixanthes  Blume
- Eriandra  P.Royen & Steenis
- Gymnospora  (Chodat) J.F.B.Pastore
- Hebecarpa  (Chodat) J.R.Abbott
- Heterosamara  Kuntze
- Hualania  Phil.
- Monnina  Ruiz & Pav.
- Monrosia  Grondona
- Moutabea  Aubl.
- Mundtia  (Goldblatt & J.C.Manning) W.Harvey in W.Harvey & O.Sonder
- Muraltia  Neck.
- Phlebotaenia  Griseb.
- Polygala  L.  — Истод
- Polygaloides  Haller
- Rhinotropis  (S.F.Blake) J.R.Abbott
- Salomonia  Lour.
- Securidaca  L.
- Xanthophyllum  Roxb.  — Ксантофиллум